# Bakrov(I) klorid
Bakrov(I) klorid (CuCl ili Cu2Cl2, nantokit) je najpoznatiji bakrovi(I) halogenid.

Upotrebljava se kao katalizator pri sintezi akrilonitrila, u industriji nafte za dekoloriranje i desulfuriranje, za denitriranje umjetne svile, za čišćenje acetilena, u vatrogasnim aparatima, itd.
S amonijakom stvara kompleksni spoj koji apsorbira ugljikov monoksid, što nalazi primjenu u čišćenju i analizi plinova. Otapanjem ovog spoja u amonijačnoj vodi nastaje diaminbakrov(I) klorid:
CuCl + 2NH3 --> [Cu(NH3)2]Cl
Otopina bakrova(I) klorida je bezbojna, ali radi prisutnih bakrovih(II) spojeva koje je radi kisika teško izbjeći, često bude modra.
Razrjeđivanjem kloro-kompleksa bakra(I), koji je bezbojan, s vodom dolazi do taloženja bijelog bakrova(I) klorida:
2H[CuCl2] -> Cu2Cl2(s) + 2H+ + 2Cl-

## Dobivanje
Laboratorijski se može pripraviti na razne načine, a najpoznatija je priprava preko otopine bakrova(II) klodira (CuCl2) i razrijeđene klorovodične kiseline s bakrom.